# キズナイーバー
『キズナイーバー』は、TRIGGER制作による日本のオリジナルテレビアニメである。2016年4月より6月まで放送された。

## 概要
「痛み」を分け合う少年少女たちを描く群像劇。岡田麿里がシリーズ構成を、キャラクター原案は漫画家の三輪士郎が、監督は小林寛が初担当する。
地上波・BS各局では、本放送前週に『キズナイーバー放送直前スペシャル「キズナビ」』が放送された。

## あらすじ
埋立地に立地する街・洲籠市に住む男子高校生・阿形勝平には、体に痛みを感じない体質という秘密があった。無気力な性格の勝平は、いじめやカツアゲを受けても、流れるままに無為な日々を過ごしていた。
夏休みを控えて勝平に謎の少女・園崎法子が接近する。さらに園崎は、勝平の幼馴染の高城千鳥、ひょんなことから勝平をカツアゲから救った天河一、女性の取り巻きに囲まれるイケメンの由多次人、孤高の美少女牧穂乃香、不思議ちゃんの新山仁子の5人を拉致する。そして、勝平のクラスメイトでもあるその5人と勝平は痛みを等分して共有するように特別な手術をおこない、キズナイーバーとなったと告げる。さらに、勝平らと同じクラスに所属しながら不登校を続ける日染芳春もまたキズナイーバーであることが判明する。
園崎は勝平らキズナイーバー7人に様々なミッションを課し、これらを乗り越えていくことで7人の友情は深まっていく。しかし、7人が痛みだけでなく感情も共有しはじめていることに気が付いた、勝平のクラス担任で、園崎とともに実験に参加していた山田一直は、彼らの恋愛感情を刺激することで、新しい知見が得られると判断し、彼らの恋愛感情を揺さぶる。すなわち、勝平は園崎が気になっていたのに対して、千鳥は勝平を慕っており、そんな千鳥に天河は惚れており、一方、仁子は天河に惹かれていた。執拗なまでに彼らの片思いの感情を煽って7人に共有させたことで、7人は他人を思う心の強さに耐えきれなくなり、互いに距離を置くようになる。
夏休みが終わり、キズナイーバーの実験が終わった後、仁子は勝平と日染に「これからも7人で友達でい続けたい」と告げる。そのとき、勝平は園崎が感じる痛みを感じていた。3人は密かに園崎のもとに向かうが、そこで園崎を介抱する、スクールカウンセラーの漆原睦からキズナイーバーの真実を告げられる。
実は幼少期、勝平と園崎はキズナイーバーの実験に他の同年代の子供たちと参加しており、山田と漆原が子供たちの世話係だった。このとき、勝平と園崎は面識があり、互いに好意を持っていた。しかし、この実験は失敗に終わる。痛みを等分するはずが、なぜか痛みは園崎に集中するようになっており、園崎は激痛で苦しむ一方、他の子供たちは感覚を失って、次第に感情表現がなくなっていったのだ。実験は中止されたが、感情表現が豊かだった勝平らは何事にも関心を持てない抜け殻のように人間になってしまった。しかし、最低限の感覚を維持し、実験から帰還できた勝平らはまだマシだった。完全に人間としての感情も感覚も失ってしまった5人の子供たちは何事にも反応しない人形のような存在となり、実験施設にとどめ置かれることになったのである。漆原から真実を聞かされ、かつての仲間の変わり果てた姿を目にした勝平は嗚咽を漏らす。
一方、キズナイーバー実験の完全な中止を告げられた園崎は、すべての痛みを引き受けるという自らのアイデンティティを維持するため、そして人間的な感情を失ったかつての仲間を元に戻す実験を続けるため、賛同者たちと決起し、洲籠市民に対して痛みを分け合おうと呼びかける。暴走した園崎を止めるため、勝平らは園崎のもとへ向かう。

## 登場人物

### 主要人物
阿形 勝平（あがた かつひら）
声 - 梶裕貴、古賀瑠（幼少期）
5月5日の牡牛座生まれ、血液型はA型。
主人公。『キズナイーバー』メンバーの一人。現代日本の七つの大罪の一つ「愚鈍」の持ち主。自分自身を含め、物事や人に執着しない無気力な性格。そんな性格が災いし、同級生からいじめの標的にされた上、生活費全てをむしり取られるほど悪質なカツアゲを受け続けていた。「痛みを感じない」という特異体質の持ち主で、電気ショックを浴びせられても、叫び声をあげたりせずに平然としている。ただし、自分に対する痛みには鈍感でも、他者の受けた痛みを共有した場合は痛みを感じる。千鳥によると「昔は優しくて面白かったが、小学校に入る頃からよく分からなくなった」とのこと。感情表現は希薄であるものの、「怒り」等の感情を彼なりに感じており、「牧 穂乃香を救え」というミッションにおいて、穂乃香をわざと精神的に追い詰めたりするよう仕向けた園崎に、「僕はあなたを軽蔑します」と話していた。
物語が進むにつれて、曖昧だった幼少期の記憶を徐々に取り戻し、園崎とは子供の頃から「キズナイーバー」として繋がっていたことを思い出し、過去に自分と同じく「キズナシステム」の披験体となった子供達のうちの5人が、人形のように変わり果てた姿を目の当たりにした際には、涙を流しながら嗚咽を漏らしていた。
園崎 法子（そのざき のりこ）
声 - 山村響、財前咲来（幼少期）
10月10日の天秤座生まれ、血液型はAB型。
愛称は「のりちゃん」。キズナイーバー達に次々とミッションを課す謎の少女。勝平らのクラスメート。常にクールで何を考えているか分からず、キズナイーバーたちに痛みを与えることも平然とこなす。勝平とは過去に面識があるような素振りを見せる。普段の振る舞いに反し、スマホのカバーは派手で少女らしいなど時おり茶目っ気を見せる。首筋の裏に大きな傷跡があり、普段は長い髪で隠している。
幼少期に、勝平や18人の同じ年頃の子供達と共に「キズナシステム」の実験の披験体となった際、実験の過程において、自分以外の19人の子供達の「痛み」が、絶えず身体に伝達される特異体質になってしまい、「痛み」を身体が感じないようにするための特殊な薬品の注射を受けなければ日常生活を送ることすら困難な状態となる。その注射を受けた結果、現在のように感情の起伏に乏しい、「痛み」に鈍感でクールな性格に変貌し、また、彼女の「『痛み』に鈍感な特異体質」は、園崎と同じく披験体となった勝平と18人の子供達にも共有された。勝平ら最低限の感覚を維持し続けた子供達はその後解放されたが、5人の子供たちは人の声や動作に全く反応を示さない人形のような姿となった。
高城 千鳥（たかしろ ちどり）
声 - 寺崎裕香
8月14日の獅子座生まれ、血液型はO型。
勝平の幼なじみにして唯一の親友にあたるクラスメートで、彼のことを「カッチョン」と呼んでいる。『キズナイーバー』メンバーの一人。現代日本の七つの大罪の一つ「独善ウザ」の持ち主。普段は積極的で世話焼きだが、勝平のカツアゲ問題など根本的な解決を他人に任せる偽善的な一面を持つ。昔の「優しくて面白い」頃の勝平に好意を抱いており、その頃の性格に戻って欲しいと思っている。
天河 一（てんが はじめ）
声 - 前野智昭
9月18日の乙女座生まれ、血液型はO型。
勝平のクラスメート。『キズナイーバー』メンバーの一人。現代日本の七つの大罪の一つ「脳筋DQN」の持ち主。良く言えば熱血漢、悪く言えば粗暴な性格。その性格から、巷では「狂犬」として名を馳せているが、実際は大の犬嫌いで、自宅の周りで犬を飼っている家の所在地や、犬の散歩の時間を調べあげている。勝平のカツアゲ問題を直接解決した人物であるが、その後理由を付けて勝平の部屋に居座る。千鳥の中に未だ燻ぶる恋心を見抜き、彼女と勝平の仲を取り持つ協力を申し出た。
由多 次人（ゆた つぐひと）
声 - 島﨑信長
6月26日生まれの蟹座、血液型はA型。
勝平のクラスメート。『キズナイーバー』メンバーの一人。現代日本の七つの大罪の一つ「狡猾リア」の持ち主。キザな性格で、異性には好意を寄せられ、同性には嫌われている。今でこそスリムな美少年の姿をしているが、虫歯予防週間のポスターから小学生の頃は太っていたことがバレた。本人にとっては思わず脱毛してしまうほどのトラウマらしく、半ば弱みを握られた状態で渋々キズナイーバーの活動に協力している。そうした過去があり、他者の評価基準にはルックスに重きを置いているため、「性格が最悪」と認める穂乃香にもアプローチを掛けているが、実際の交際は純愛嗜好ゆえ未だ童貞である。
牧 穂乃香（まき ほのか）
声 - 佐藤利奈
12月6日の射手座生まれ、血液型はA型。
勝平のクラスメート。『キズナイーバー』メンバーの一人。現代日本の七つの大罪の一つ「上から選民」の持ち主。孤独を好むクールな性格。由多も認める美貌と巨乳の持ち主。キズナイーバーの活動に関しては迷惑に思っており、置かれた状況ゆえにメンバーとは距離を置きながら付き合っている。かつて一緒に漫画活動をしていた友人の瑠々を何らかの原因で失ったことがある。
新山 仁子（にいやま にこ）
声 - 久野美咲
4月17日の牡羊座生まれ、血液型はB型。
勝平のクラスメート。『キズナイーバー』メンバーの一人。現代日本の七つの大罪の一つ「不思議メンヘラ」の持ち主。表向きは典型的な不思議ちゃんであるが、実は親が開業医の金持ちであるため、嫌味に思われないように演じていた偽不思議ちゃん。しかし、その発想自体がすで不思議ちゃんであると天河に言われている。普段の言動に反し妖精やおまじないの類は信じておらず、由多のようなキザな振る舞いを痛々しく感じる普通の感覚の持ち主。時折、的を射た発言をした際に自身が演じているキャラクターから乖離しているため狼狽する。天河に好意を抱くようになるが、園崎にその事を暴露された時には、ショックのあまり体育館倉庫の跳び箱の中に逃げ込むように隠れて泣きじゃくっていた。
日染 芳春（ひそむ よしはる）
声 - 西山宏太朗
11月2日の蠍座生まれ、血液型はB型。
勝平のクラスメート。『キズナイーバー』メンバーの一人。現代日本の七つの大罪の一つ「インモラル」の持ち主。由多とは引けを取らない美青年。常にピアスと包帯を身に着けている。極度のマゾヒストで痛みを感じる度に奇声を上げ、場合によっては「昇天」することもある。痛みにはこだわりがあるらしく、特に突発的かつ予想だにしない痛みを好む。そのため、自ら危険行為を繰り返している。メンバーの中で唯一、最初の会合には参加していないが、同じ病院に入院していた。入退院を繰り返しているため、学校には殆ど登校していない。

### キズナの会
山田 一直（やまだ かずなお）
声 - 諏訪部順一
愛称は「やーまだ」。勝平たちのクラスの担任教師。生徒たちに自習させ自分はスマホゲームに勤しむなど不真面目な勤務態度だが、その言葉はどこか的を射ている。キズナの会のメンバー（会員番号394）。園崎や勝平が参加していた実験では下っ端の研究員として子どもたちの面倒を見ていた。子どもたちの一部が人形のようになってしまったことから罪滅ぼしとして園崎の味方として力を貸している。
漆原 睦（うるしばら むつみ）
声 - 園崎未恵
愛称は「うるしー」。勝平たちが通う高校のスクールカウンセラー。キズナの会のメンバー（会員番号328）。下っ端の研究員として子どもたちの面倒を見ており、弟妹のように思っていた。山田同様、罪滅ぼしとして法子の味方として行動する。だが最後、法子が暴走した時は勝平に協力した。
ゴモリン
洲籠市のマスコットキャラクター。着ぐるみが複数体いて、法子に協力している。中身は全てキズナの会のメンバーが入っている。登場する度に様々な衣装を身に纏っており、その費用はキズナシステムの研究費用から抜かれるらしい。地域の見回りや清掃など様々なことを行っている。

### その他の人物
洲籠市の市長
声 - 家中宏
洲籠の市長。側近の男の秘書（声 - 若林佑）がいる。
和田、安見
声 - 本多真梨子（和田）、上田麗奈（安見）
由多の取り巻き。イケメンに目がなく、日染が珍しく登校してきたときには、日染に目を奪われていた。
吉澤、釜石
声 - 宮下栄治（吉澤）、濱健人（釜石）
勝平をカツアゲしていた二人組。勝平に暴力をふるっていたときに、天河に制裁され、天河を逆恨みしている。漆原によって2人だけ、勝平たちとは別のキズナイーバーにされたうえに、夏合宿の肝試しの場に送り込まれる。吉澤はその場を利用して天河に復讐しようとしたが、仁子に倒された。一方、釜石は粗暴な吉澤の相棒にされていることへの不満を千鳥にぶちまけたが、自分本位な言い分に激高した千鳥に一喝されたうえに、千鳥が傷ついていたことに気が付いた勝平からこれまで脅し取っていた金を返すよう言われた。
瑠々
声 - 仲谷明香
穂乃香の親友。穂乃香とともにシャルル・ド・マッキングのペンネームで創作活動をしていた（ストーリーを穂乃香、作画を瑠々が担当）。雑誌に連載していた漫画がヒットし、2人は一躍時の人となる。しかし、不治の病に犯されていた瑠々が穂乃香と深く結びつこうとしたのに対して、穂乃香は瑠々を失った時に喪失感を味わうことを恐れて、決別を申し出る。そのため、連載していた漫画の最終回は作画・ストーリーともに瑠々が担当し、穂乃香に対するメッセージを最終回に託して描き上げ、その直後に世を去った。
福澤
声 - 箭内仁
シャルル・ド・マッキングを担当していた編集者。園崎からシャルル・ド・マッキングに関するドキュメンタリー番組制作と作品の映画化の話を持ち込まれ、穂乃香の前に姿を現す。人目につくところでわざと大げさなふるまいをして、穂乃香が断りにくい状況をつくろうとしたが、由多に成敗される。その後、園崎からも切り捨てられた。
瑠々の両親
声 - 土師孝也（父）、冨永みーな（母）
瑠々の死をまだ受け止め切れておらず、家中に瑠々の写真を飾っている。母親は不治の病に苦しんでいた娘を穂乃香が見捨てたと思い込み、穂乃香を恨んでいる。
あすか、しおり
声 - 遠藤璃菜（あすか）、内藤穂之香（しおり）

## 作中用語
七つの大罪
七つの大罪とはキリスト教、主にカトリックで言われている原罪。「傲慢」「貪欲」「嫉妬」「憤怒」「大食」「色欲」「怠惰」。他者との協調性が何より重んじられる現代の日本では、その七つの大罪が微妙に形を変えている。具体的には「愚鈍」「独善ウザ」「脳筋DQN」「狡猾リア」「上から選民」「不思議メンヘラ」「インモラル」。
キズナイーバー
後述のキズナシステムを埋め込まれた者たちの総称。キズのキズナで繋がっており、痛みを共有する間柄。キズナの会が下すミッションをクリアし、キズナを深めることが目的とされている。目下のところ、実験の期限は夏休みの終了までとなっている。しかし、これはキズナシステムで限界まで繋げられる期間が夏休みの終了までということであり、それ以降は自然にキズナは解除される。
キズナシステム
勝平たちに埋め込まれた、他者の痛みに共感するためのシステム。「人が争いを繰り返す理由は他者の痛みを知りようが無いから」というコンセプトの下、埋め込まれた者は同じシステムを保有する者と痛覚を共有する『キズナイーバー』となる。自他の物を問わず与えられた痛みが等しくキズナイーバー間で分割して与えられ、重傷であってもさほど問題にはならない。痛みに鈍感な勝平のような人間であっても、共有した痛みは実感してしまう。共有するのは痛みだけで実際に傷を負うわけではない。本来は感情を繋ぐことが目的のシステムであり、痛覚を共有するキズはあくまで実験の失敗から生まれた副産物だった。
キズナイーバーとなった者には共感している者と同じ場所に傷跡のような模様が発現する。傷は通信端末の役割もあり、痛みを受けた者が誰なのかを表示する機能や法子との通信、ミッションの表示などに使われる。キズナイーバー共通の傷痕である「キズのキズナ」は、基本的に、ミッションの表示などの際には青白く光るが、テレビアニメ第9話では、「キズのキズナ」が赤く光り、キズナイーバー達の「心の声」が流れる現象が起こった。
12年前には、キズナシステムの実験に係るスポンサーと研究者の血縁者である子供たちで実験が行われた。その中には、まだ幼かった勝平と法子もいた。幼年期の子供の身体でも負担が掛からなくなるまで痛みを等分に分散できるように当時は19人の子供を繋げたが、本来なら分散されるはずの痛みが1人で5人分の痛みを引き受けてしまう子供が出てきてしまった為、実験は中止された。しかし、法子の身体には他の子供たちのキズが想定よりも強く定着し残っていた為、19人分の痛覚と感覚を1人で引き受けることとなり、全ての感覚を遮断する投薬治療無しでは生きていけなくなった。逆に、法子と繋がれた子供たちは自分で自分の感覚のほとんどを引き受けることが出来なくなり、社会生活を送るには厳しい状態になるまで感情が希薄になってしまった。勝平のようにギリギリの感覚を保有できた子供たちは解放されたが、それ以外の子供たちは感情を持たない人形のような姿となった。
実験都市
キズナシステム実験場として作られた洲籠市を指す言葉。
キズのキズナ
キズナシステム、あるいはそれによってもたらされたキズナイーバー共通の傷痕を指す。

## スタッフ
- 原作 - TRIGGER・岡田麿里
- 監督 - 小林寛
- シリーズ構成・脚本 - 岡田麿里
- キャラクター原案 - 三輪士郎
- キャラクターデザイン - 米山舞
- 美術監督 - 野村正信
- 美術設定 - 李炫定、天田俊貴
- 色彩設計 - 三笠修
- 撮影監督 - 田村仁、山本弥芳
- 編集 - 奥田浩史
- 音響監督 - 亀山俊樹
- 音響効果 - 倉橋裕宗
- 音楽 - 林ゆうき
- チーフプロデューサー - 大塚雅彦、鳥羽洋典、西出将之
- プロデューサー - 瓜生恭子、植月幹夫、斉田秀之、加瀬直人、宇佐義大、金庭こず恵、大和田智之
- アニメーションプロデューサー - 堤尚子
- アニメーション制作 - TRIGGER
- 製作 - キズナイーバー製作委員会（アニプレックス、朝日放送、クランチロール、サミー、ウルトラスーパーピクチャーズ、ムービック、BS11）

## 主題歌
オープニングテーマ「LAY YOUR HANDS ON ME」
作詞・作曲・編曲・歌 - BOOM BOOM SATELLITES
(BOOM BOOM SATELLITESとしては最後の楽曲となる。)
エンディングテーマ「はじまりの速度」
作詞 - 岡田麿里 / 作曲・編曲 - ARCHITECT / 歌 - 三月のパンタシア

## 各話リスト
| 話数   | サブタイトル                                                                          | 絵コンテ            | 演出             | 作画監督                                                                       |
| ------ | ------------------------------------------------------------------------------------- | ------------------- | ---------------- | ------------------------------------------------------------------------------ |
| 第1話  | 一目あったその日から、 絆の花咲くこともある                                           | 小林寛 石田一将     | 宮島善博         | 米山舞、田村里美 坂本勝                                                        |
| 第2話  | こんな異常事態カンタンに飲みこめんなら、 バリウムなんざバケツ二杯は軽く余裕だっつーの | 小林寛 石田一将     | 篠原啓輔         | 長谷川哲也、渡邉祐記                                                           |
| 第3話  | どんなにさんざんな状況だって、 捉えかた次第でなんとかやっていけるかも……ねっ？         | 立川譲              | 下平佑一         | 石田一将、斉藤健吾                                                             |
| 第4話  | せっかく繋がりあったんだしさ、 もっとお互いわかりあおうよん                           | 小林寛 サトウシンジ | 村田尚樹         | 大野勉、八角彩香                                                               |
| 第5話  | ひゃっほい、合宿だぁ！ 鹿のフン踏んで枕投げしてゴーゴー！                             | 小倉陳利            | 田頭悠郎         | 田村里美、坂本勝                                                               |
| 第6話  | あんた達といると、 ほんっとにろくなことがない                                         | 小林寛 山崎雄太     | Be Loop 佐竹秀幸 | 前田義宏、金眞英 花井柚都子、金正鐵 畠山佳苗、佐竹秀幸、川島勝                 |
| 第7話  | 七分の一の痛みの、 そのまた七倍の正体に触れる戦い                                     | 宮島善博 小林寛     | 宮島善博         | 長谷川哲也、岩崎将大                                                           |
| 第8話  | ハッピーな時間って、 そうそう長くは続かないものだよね                                 | 小倉陳利            | 関大             | 菊池政芳、藤田真弓 キムイソン、ハヒョンジュン ザンヨングシック、キムグァンジン |
| 第9話  | 万事休す……かしら                                                                      | 篠原啓輔            | 篠原啓輔         | 石田一将、斉藤健吾                                                             |
| 第10話 | 好きな気持ちがむくわれないかもなんて、 重々承知の上だろ？                             | 寺東克己            | 高藤聡           | 田村里美、坂本勝                                                               |
| 第11話 | いちいち連絡しあって気持ちを確認しあわないと。 だって、友達なんだから！               | 小倉陳利 小林寛     | 大塚雅彦         | 渡邉祐記、長谷川哲也                                                           |
| 第12話 | 世界中に、キズナシステムが広がって                                                    | 小林寛              | 宮島善博 小林寛  | 岩崎将大、米山舞                                                               |

## 放送局
| 放送期間                | 放送時間                     | 放送局       | 対象地域   | 備考                            |
| ----------------------- | ---------------------------- | ------------ | ---------- | ------------------------------- |
| 2016年4月9日 - 6月25日  | 土曜 23:30 - 日曜 0:00       | BS11         | 日本全域   | 製作委員会参加 / 『ANIME+』枠   |
|                         |                              | TOKYO MX     | 東京都     |                                 |
|                         |                              | 群馬テレビ   | 群馬県     |                                 |
|                         |                              | とちぎテレビ | 栃木県     |                                 |
| 2016年4月10日 - 6月26日 | 日曜 2:15 - 2:45（土曜深夜） | 朝日放送     | 近畿広域圏 | 製作委員会参加 / 『アニサタ』枠 |
| 2016年4月13日 - 6月29日 | 水曜 2:05 - 2:35（火曜深夜） | テレビ愛知   | 愛知県     |                                 |
| 2016年4月14日 - 6月30日 | 木曜 0:30 - 1:00（水曜深夜） | AT-X         | 日本全域   | リピート放送あり                |

| 配信期間                | 配信時間           | 配信サイト     | 備考 |
| ----------------------- | ------------------ | -------------- | ---- |
| 2016年4月10日 - 6月26日 | 日曜 22:00 - 22:30 | ニコニコ生放送 |      |

## BD / DVD
| 巻 | 発売日        | 収録話          | 規格品番      | 規格品番      |
| 巻 | 発売日        | 収録話          | BD限定版      | DVD限定版     |
| -- | ------------- | --------------- | ------------- | ------------- |
| 1  | 2016年6月8日  | 第1話 - 第2話   | ANZX-12381/2  | ANZB-12381/2  |
| 2  | 2016年7月6日  | 第3話 - 第4話   | ANZX-12383/4  | ANZB-12383/4  |
| 3  | 2016年8月3日  | 第5話 - 第6話   | ANZX-12385/6  | ANZB-12385/6  |
| 4  | 2016年9月7日  | 第7話 - 第8話   | ANZX-12387/8  | ANZB-12387/8  |
| 5  | 2016年10月5日 | 第9話 - 第10話  | ANZX-12389/90 | ANZB-12389/90 |
| 6  | 2016年11月2日 | 第11話 - 第12話 | ANZX-12391/2  | ANZB-12391/2  |

## インターネットラジオ
2016年4月10日から6月26日までニコニコ生放送にて毎週日曜日22時に配信されるアニメ本編に続き、22時24分頃にインターネットラジオ『ラジオ キズナイーバー キズラジ』が配信された。翌日の月曜日にはHiBiKi Radio Stationでアーカイブ配信された。アニメ本編終了に伴い、ニコニコ生放送での配信は第12回で終了したが、HiBiKi Radio Stationでは第13回以降も配信されており、第17回から第25回（2016年12月5日：最終回）は隔週月曜日に配信された。パーソナリティは、西山宏太朗（日染芳春 役）。
第1回に先駆け、2016年4月5日にはニコニコ生放送にて『ラジオ キズナイーバー「キズラジ」第0回 ニコ生出張版』が配信された。同年6月13日には『ラジオ キズナイーバー「キズラジ」〜BD&DVD第1巻発売記念SP〜』が配信された。
ゲスト
- 第0回 - 梶裕貴（阿形勝平 役）、寺崎裕香（高城千鳥 役）、前野智昭（天河一 役）
- 第1・14回 - 梶裕貴
- 第2・8・9回 - 久野美咲（新山仁子 役）
- 第3・12・13回 - 前野智昭
- 第4・10・11・15・16・21回 - 山村響（園崎法子 役）
- 第5・18・19回 - 寺崎裕香
- 第6・7回 - 佐藤利奈（牧穂乃香 役）
- BD&DVD第1巻発売記念SP - 山村響、久野美咲、島﨑信長（由多次人 役）
- 第17回 - 島﨑信長
- 第20回 - 濱健人（釜石 役）

## 漫画
キズナイーバー
『電撃マオウ』2016年5月号に第0話が掲載され、6月号から2017年4月号まで連載。作画は彼岸ロージ。アニメ本編のコミカライズ。全2巻。
1. 2016年7月27日発売 ISBN 978-4-04-892173-2
2. 2017年4月27日発売 ISBN 978-4-04-892789-5

みにっ！ きずないーばー劇場
『電撃マオウ』2016年6月号より8月号まで短期集中連載。作画はS.濃すぎ。ミニキャラによるコメディ作品。全1巻。
- 2016年6月10日発売 ISBN 978-4-04-892147-3